# لونا (سرقسطة)
بلدية لونا (بالإسبانية: Luna) هي بلدية تقع في مقاطعة سرقسطة التابعة لمنطقة أراغون شمال شرق إسبانيا.

## الديموغرافيا
بلغ عدد سكان بلدية لونا 839 نسمة عام 2011 (وفقاً للمعهد الوطني الإسباني للإحصاء).
| 961 | 929 | 903 | 873 | 955 | 861 | 839 |